# 20th Century Masters – The Millennium Collection: The Best of Heavy D & The Boyz
20th Century Masters – The Millennium Collection: The Best of Heavy D & The Boyz è la seconda raccolta del gruppo hip hop statunitense Heavy D & the Boyz, pubblicata nel 2002 da MCA Records.
| Recensione | Giudizio |
| ---------- | -------- |
| AllMusic   | [ 1 ]    |

## Tracce
1. The Overweight Lovers In The House – 3:34 (musica: Marley Marl, Heavy D (co-prod.))
2. Mr. Big Stuff (Remix) – 3:23 (musica: Andre Harrell, DJ Eddie F (co-prod.), Marley Marl (remix))
3. Don't You Know – 4:20 (musica: Teddy Riley, Heavy D)
4. Chunky but Funky (Remix) – 3:57 (musica: Andre Harrell, Teddy Riley, DJ Eddie F (remix), Steve Ett (remix))
5. We Got Our Own Thang – 3:50 (musica: Teddy Riley)
6. Somebody for Me – 4:52 (musica: DJ Eddie F, Neville, Al B. Sure! (co-prod.), Heavy D (co-prod.))
7. Gyrlz, They Love Me – 4:52 (musica: Heavy D, Marley Marl)
8. Now That We Found Love (featuring Aaron Hall) – 4:16 (musica: Teddy Riley)
9. Is It Good To You – 4:51 (musica: Teddy Riley)
10. Sister, Sister – 4:39 (musica: Marley Marl, Roey Shamir (missaggio))
11. Got Me Waiting (featuring Crystal Johnson) – 4:31 (musica: Pete Rock, Jamie Staub (missaggio))